# Josef Tadra
Josef Tadra (6. března 1877 Hostín u Vojkovic – po roce 1940? Praha) byl český varhaník, hudební skladatel a pedagog.

## Život
Studoval na varhanním oddělení Pražské konzervatoře. Po absolvování školy se stal ředitelem kůru v Blatné. Po roce 1898 odešel do Prahy a působil jako varhaník v kostele sv Jakuba, v kostele Matky Boží před Týnem. V roce 1903 se stal varhaníkem (později i ředitelem kůru) v chrámu svatého Mikuláše na Malé straně. Zde působil až do roku 1940. Kromě svých povinností na kůrech vyučoval hudbě soukromě i v kurzech pořádaných Křesťanskou akademií a dalšími hudebními společnostmi. Své pedagogické zkušenosti shrnul v knize Tonální intonace na podkladě harmonickém, která vyšla v Praze roku 1904.
Byl autorem mnoha chrámových skladeb a skladeb pro varhany, které vesměs zůstaly v rukopise. Šest varhanních sonát je uloženo v archivu pražské konzervatoře.

## Dílo (výběr)
- Te Deum (1934)
- Missa solemnis (1939)
- cca 15 Regina coeli
- cca 10 Pange lingua
- moteta
- hymny
- drobné chrámové vložky